# 2014-es Tour de France
A 101. Tour de France kerékpáros körverseny 2014. július 5-én rajtol az angliai Leeds városából, és a 21. szakasz július 27-én a hagyományos párizsi befutóval végződik. Az útvonalból 9 sík, 5 közepes hegyi és 6 hegyi szakasz, 1 egyéni időfutammal és két pihenőnappal, összesen 3 664 kilométer. Az útvonallal a 100 éve kezdődött első világháború áldozataira emlékeznek, az 5, 6, 7. szakasz a nagy csaták helyszínein vezet keresztül, érinti Ypres-t, Reimst és Verdunt.
A pénzdíjak összege összesen 2 millió euró, a Tour-győztes 450 000, a szakaszgyőztesek 22 500, a zöld és a pöttyös trikós 25-25 000, a fehér trikós 20 000 és a győztes csapat 50 000 eurót kapnak.
Az Eurosport televízió 350 órányit közvetít a versenyről, 10 szakaszt teljes hosszában (1, 3, 4, 5, 10, 14, 17, 18, az időfutamot és a párizsi szakaszt). A háromszoros győztes Greg LeMond a csatorna szakkommentátora. Az első közvetítés július 3-án 19.30-kor kezdődik az induló csapatok bemutatkozásával.

## Részt vevő csapatok
Az alábbi 22 csapat indul 9-9 versenyzővel.
| - Amerikai Egyesült Államok BMC Racing Team (BMC) Team Garmin–Sharp (GRS) Trek Factory Racing (TFR) - Ausztrália Orica–GreenEDGE (OGE) - Belgium Lotto–Belisol (LTB) Omega Pharma–Quick Step (OPQ) - Dánia Team Saxo–Tinkoff (TST) - Egyesült Királyság Sky Procycling (SKY) - Franciaország AG2R La Mondiale (ALM) Bretagne–Séché Environnement (BSE) Cofidis, Solutions Credits (COF) FDJ Team Europcar (EUC) | - Hollandia Belkin Pro Cycling (BEL) Team Giant–Shimano (ARG) - Kazahsztán Astana Pro Team (AST) - Németország Team NetApp–Endura (TNE) - Olaszország Cannondale (CAN) Lampre–Merida (LAM) - Oroszország Katyusa Team (KAT) - Spanyolország Movistar Team (MOV) - Svájc IAM Cycling (IAM) |

## Szakaszok
| Szakasz | Időpont               | Végpontok                        | Végpontok                     | Hossz     |                       | Jelleg                | Szakaszgyőztes             |
| Szakasz | Időpont               | Rajt                             | Cél                           | Hossz     |                       | Jelleg                | Szakaszgyőztes             |
| ------- | --------------------- | -------------------------------- | ----------------------------- | --------- | --------------------- | --------------------- | -------------------------- |
| 1.      | július 5., szombat    | Leeds                            | Harogate                      | 190,5 km  | sík szakasz           | sík szakasz           | Marcel Kittel (ARG)        |
| 2.      | július 6., vasárnap   | York                             | Sheffield                     | 201 km    | közepes hegyi szakasz | közepes hegyi szakasz | Vincenzo Nibali (AST)      |
| 3.      | július 7., hétfő      | Cambridge                        | London                        | 155 km    | sík szakasz           | sík szakasz           | Marcel Kittel (ARG)        |
| 4.      | július 8., kedd       | Le Touque                        | Lille                         | 163,5 km  | közepes hegyi szakasz | közepes hegyi szakasz | Marcel Kittel (ARG)        |
| 5.      | július 9., szerda     | Ypres                            | Arenberg, Porte du Hainaut    | 155,5 km  | sík szakasz           | sík szakasz           | Lars Boom (BEL)            |
| 6.      | július 10., csütörtök | Arrax                            | Reims                         | 194 km    | sík szakasz           | sík szakasz           | André Greipel (LTB)        |
| 7.      | július 11., péntek    | Épernay                          | Nancy                         | 234,5 km  | sík szakasz           | sík szakasz           | Matteo Trentin (OPQ)       |
| 8.      | július 12., szombat   | Tomblaine                        | Gérardmer, La Mauselaine      | 161 km    | közepes hegyi szakasz | közepes hegyi szakasz | Blel Kadri (ALM)           |
| 9.      | július 13., vasárnap  | Gérardmer                        | Mulhouse                      | 170 km    | közepes hegyi szakasz | közepes hegyi szakasz | Tony Martin (OPQ)          |
| 10.     | július 14., hétfő     | Mulhouse                         | La Planche des Belles Filles  | 161,5 km  | hegyi szakasz         | hegyi szakasz         | Vincenzo Nibali (AST)      |
|         | július 15., kedd      | Besançon                         | Besançon                      | pihenőnap | pihenőnap             | pihenőnap             | pihenőnap                  |
| 11.     | július 16., szerda    | Besançon                         | Oyonnax                       | 187,5 km  | közepes hegyi szakasz | közepes hegyi szakasz | Tony Gallopin (LTB)        |
| 12.     | július 17., csütörtök | Bourg-en-Bresse                  | Saint-Étienne                 | 185,5 km  | sík szakasz           | sík szakasz           | Alexander Kristoff (KAT)   |
| 13.     | július 18., péntek    | Saint-Étienne                    | Chamrousse                    | 197,5 km  | hegyi szakasz         | hegyi szakasz         | Vincenzo Nibali (AST)      |
| 14.     | július 19., szombat   | Grenoble                         | Risoul                        | 177 km    | hegyi szakasz         | hegyi szakasz         | Rafal Majka (TST)          |
| 15.     | július 20., vasárnap  | Tallard                          | Nîmes                         | 222 km    | sík szakasz           | sík szakasz           | Alexander Kristoff (KAT)   |
|         | július 21., hétfő     | Carcassonne                      | Carcassonne                   | pihenőnap | pihenőnap             | pihenőnap             | pihenőnap                  |
| 16.     | július 22., kedd      | Carcassonne                      | Bagnères-de-Luchon            | 237,5 km  | hegyi szakasz         | hegyi szakasz         | Michael Rogers (TST)       |
| 17.     | július 23., szerda    | Saint-Gaudens                    | Saint-Lary-Soulan, Pla d’Adet | 124,5 km  | hegyi szakasz         | hegyi szakasz         | Rafal Majka (TST)          |
| 18.     | július 24., csütörtök | Pau                              | Hautacam                      | 145,5 km  | hegyi szakasz         | hegyi szakasz         | Vincenzo Nibali (AST)      |
| 19.     | július 25., péntek    | Maubourguet, Pays du Val d’Adour | Bergerac                      | 208,5 km  | sík szakasz           | sík szakasz           | Ramūnas Navardauskas (GRS) |
| 20.     | július 26., szombat   | Bergerac                         | Périgueux                     | 54 km     | egyéni időfutam       | egyéni időfutam       | Tony Martin (OPQ)          |
| 21.     | július 27., vasárnap  | Évry                             | Párizs, Champs-Élysées        | 137,5 km  | sík szakasz           | sík szakasz           | Marcel Kittel (ARG)        |

A nyitó szakaszt szokatlanul hosszú, húsz kilométeres felvezető előzte meg, ezután az angol trónörökös pár fogadta a versenyzőket, majd a célban is, ahol már az angol miniszterelnök is jelen volt. A rajt után Jens Voigt két francia kerekessel együtt szökésbe kezdett, és közel 130 kilométeren vezette is a versenyt. A főmezőnytől csak nagyon kevesen szakadtak le, a célba 173 versenyző időhátrány nélkül ért be. A hajrában az utolsó métereken a verseny megnyerésére nagy esélyes Mark Cavendish bukott, törés nélkül megúszta, de a válla súlyosan megsérült. Az első szakaszt centikkel nyerte Marcel Kittel, Chris Froome a hatodik helyen ért be.
Cavendish feladta a további küzdelmet; a viszonylag eseménytelen második szakaszt a céltól egy kilométerre hajrázni kezdő Vincenzo Nibali nyerte meg.
A harmadik és negyedik szakaszt jó hajrával Kittel nyerte meg, a címvédő Chris Froome mindkét napon bukott, az esős negyedik szakaszon csuklósérülés miatt feladni kényszerült a versenyt.
Továbbra is esős, hűvös időben folyt a verseny, minden napra több bukás jutott, a nyolcadik szakaszig tizennégyen adták fel a küzdelmet. Az élen álló Nibalit nem tudta senki megszorítani. A nyolcadik szakaszon a Vogézek hegyeit érintve már egyenletesebb lett a verseny, Alberto Contador közelebb került Nibalihoz, és Kwiatkowski átvette a fehér trikót Sagantól.
A kilencedik hegyi szakaszon hamar kialakult egy közel harminc fős szökevény csapat, folyamatosan növelve előnyüket elszakadtak a főcsoporttól. Tony Martin ebből a csoportból kiválva közel kilencven kilométeren haladt az élen a célig, szakaszgyőzelmével megszerezte a pöttyös trikót és a legaktívabbnak járó piros rajtszámot. A szökevény csapatban haladó Tony Gallopin 2 perc 27 másodperces hátrányából 1,5 perc előnyt kovácsolt és átvette az összetett verseny vezetését.
A tizedik szakasz a francia körverseny egyik legnehezebb része lett, a Vogézek hegyeiben a 161,5 kilométeren nyolc hegy szerepelt 6, 8, 12 és néhol 20%-os emelkedőkkel, az időjárás is ilyen volt: szakadó eső, köd és napsütés váltogatta egymást. A harmadik helyen álló Tiago Machado és a győzelemre is esélyes Contador bukott, utóbbinak fel is kellett adnia a versenyt. A szökevénycsoportban lévő Kwiatkowski egy ideig a sárga trikóért is versenyben volt, a végére még a fehéret is elveszítette, a szakaszgyőzelemre esélyes Rodríguezt pedig egy kilométerrel a cél előtt előzte meg Nibali.
A tizenegyedik szakaszon több szökés is történt, de a mezőny a végére mindet behozta. Két kilométerrel a cél előtt, amíg a sprinterek egymásra figyeltek, Gallopin előrement és elsőként ért célba. Andrew Talansky, aki a hetedik szakasz hajrájában már nagyot bukott, most ismét elesett, és feladni kényszerült.
Nagy hőségben folytatódott a következő sík etap, az eseménytelen szakaszt Alexander Kristoff nyerte félméterrel az immár negyedszer csak második Sagan előtt.
Két, az Alpokban zajló szakaszon Nibali tovább növelte előnyét: az elsőt megnyerte, a másodikon harmadik lett. Egy csendes, eseménytelen szakasz után hétfőn pihenőnap következett.
A következő három szakasz a Pireneusokban haladt, az elsőben egy szökevény csoportnak sikerült a célba jutnia közel tízperces előnnyel. Nibali megint az elsők között ért célba, és csak Valverde és Pinot tudott vele lépést tartani. A hegyi befutókon Nibali egyre közelebb került az összetett győzelméhez.

## Összegzés
| Szakasz (győztes)                  | Összetett verseny Maillot jaune | Pontverseny Maillot vert | Hegyi pontverseny Maillot à pois rouges | Fiatalok versenye Maillot blanc | Csapatverseny Classement par équipe | Legaktívabb versenyző Prix de combativité |
| ---------------------------------- | ------------------------------- | ------------------------ | --------------------------------------- | ------------------------------- | ----------------------------------- | ----------------------------------------- |
| 1. szakasz (Marcel Kittel)         | Marcel Kittel                   | Marcel Kittel            | Jens Voigt                              | Peter Sagan                     | Team Sky                            | Jens Voigt                                |
| 2. szakasz (Vincenzo Nibali)       | Vincenzo Nibali                 | Peter Sagan              | Cyril Lemoine                           | Peter Sagan                     | Team Sky                            | Blel Kadri                                |
| 3. szakasz (Marcel Kittel)         | Vincenzo Nibali                 | Peter Sagan              | Cyril Lemoine                           | Peter Sagan                     | Team Sky                            | Jan Barta                                 |
| 4. szakasz (Marcel Kittel)         | Vincenzo Nibali                 | Peter Sagan              | Cyril Lemoine                           | Peter Sagan                     | Team Sky                            | Tomas Voeckler                            |
| 5. szakasz (Lars Bloom)            | Vincenzo Nibali                 | Peter Sagan              | Cyril Lemoine                           | Peter Sagan                     | Astana Pro Team                     | Lieuwe Westra                             |
| 6. szakasz (André Greipel)         | Vincenzo Nibali                 | Peter Sagan              | Cyril Lemoine                           | Peter Sagan                     | Astana Pro Team                     | Luis Angel Mate Mardones                  |
| 7. szakasz (Matteo Trentin)        | Vincenzo Nibali                 | Peter Sagan              | Cyril Lemoine                           | Peter Sagan                     | Astana Pro Team                     | Martin Elmiger                            |
| 8. szakasz (Blel Kadri)            | Vincenzo Nibali                 | Peter Sagan              | Blel Kadri                              | Michał Kwiatkowski              | Astana Pro Team                     | Blel Kadri                                |
| 9. szakasz (Tony Martin)           | Tony Gallopin                   | Peter Sagan              | Tony Martin                             | Michał Kwiatkowski              | Astana Pro Team                     | Tony Martin                               |
| 10. szakasz (Vincenzo Nibali)      | Vincenzo Nibali                 | Peter Sagan              | Joaquim Rodríguez                       | Romain Bardet                   | AG2R La Mondiale                    | Tony Martin                               |
| 11. szakasz (Tony Gallopin)        | Vincenzo Nibali                 | Peter Sagan              | Joaquim Rodríguez                       | Romain Bardet                   | AG2R La Mondiale                    | Nicolas Roche                             |
| 12. szakasz (Alexander Kristoff)   | Vincenzo Nibali                 | Peter Sagan              | Joaquim Rodríguez                       | Romain Bardet                   | AG2R La Mondiale                    | Simon Clarke                              |
| 13. szakasz (Vincenzo Nibali)      | Vincenzo Nibali                 | Peter Sagan              | Vincenzo Nibali                         | Romain Bardet                   | AG2R La Mondiale                    | Alessandro De Marchi                      |
| 14. szakasz (Rafal Majka)          | Vincenzo Nibali                 | Peter Sagan              | Joaquim Rodríguez                       | Romain Bardet                   | AG2R La Mondiale                    | Alessandro De Marchi                      |
| 15. szakasz (Alexander Kristoff)   | Vincenzo Nibali                 | Peter Sagan              | Joaquim Rodríguez                       | Romain Bardet                   | AG2R La Mondiale                    | Martin Elmiger                            |
| 16. szakasz (Michael Rogers)       | Vincenzo Nibali                 | Peter Sagan              | Rafal Majka                             | Thibaut Pinot                   | AG2R La Mondiale                    | Cyril Gautier                             |
| 17. szakasz (Rafal Majka)          | Vincenzo Nibali                 | Peter Sagan              | Rafal Majka                             | Thibaut Pinot                   | AG2R La Mondiale                    | Romain Bardet                             |
| 18. szakasz (Vincenzo Nibali)      | Vincenzo Nibali                 | Peter Sagan              | Rafal Majka                             | Thibaut Pinot                   | AG2R La Mondiale                    | Mikel Nieve                               |
| 19. szakasz (Ramūnas Navardauskas) | Vincenzo Nibali                 | Peter Sagan              | Rafal Majka                             | Thibaut Pinot                   | AG2R La Mondiale                    | Tom Jelte Slagter                         |
| 20. szakasz (Tony Martin)          | Vincenzo Nibali                 | Peter Sagan              | Rafal Majka                             | Thibaut Pinot                   | AG2R La Mondiale                    | nem osztanak                              |
| 21. szakasz (Marcel Kittel)        | Vincenzo Nibali                 | Peter Sagan              | Rafal Majka                             | Thibaut Pinot                   | AG2R La Mondiale                    | nem osztanak                              |
| Végeredmény                        | Vincenzo Nibali                 | Peter Sagan              | Rafal Majka                             | Thibaut Pinot                   | AG2R La Mondiale                    | Alessandro De Marchi                      |

## Végeredmény

### Összetett verseny
|    | Versenyző                    | Csapat                       | Idő         |
| -- | ---------------------------- | ---------------------------- | ----------- |
| 1  | Vincenzo Nibali (ITA)        | Astana                       | 89h 59' 06" |
| 2  | Jean-Christophe Péraud (FRA) | AG2R La Mondiale             | + 7' 37"    |
| 3  | Thibaut Pinot (FRA)          | FDJ                          | + 8' 15"    |
| 4  | Alejandro Valverde (ESP)     | Movistar Team                | + 9' 40"    |
| 5  | Tejay van Garderen (USA)     | BMC Racing Team              | + 11' 24"   |
| 6  | Romain Bardet (FRA)          | AG2R La Mondiale             | + 11' 26"   |
| 7  | Leopold König (CZE)          | Endura                       | + 14' 41"   |
| 8  | Haimar Zubeldia (ESP)        | Trek Factory Racing          | + 17' 57"   |
| 9  | Laurens Ten Dam (NED)        | Belkin Pro Cycling           | + 18' 11"   |
| 10 | Bauke Mollema (NED)          | Belkin Pro Cycling           | + 21' 15"   |
| 11 | Pierre Rolland (FRA)         | Team Europcar                | + 23' 07"   |
| 12 | Fränk Schleck (LUX)          | Trek Factory Racing          | + 25' 48"   |
| 13 | Jurgen Van Den Broeck (BEL)  | Lotto                        | + 34' 01"   |
| 14 | Jurij Trofimov (RUS)         | Katyusa                      | + 36' 41"   |
| 15 | Steven Kruijswijk (NED)      | Belkin Pro Cycling           | + 38' 15"   |
| 16 | Brice Feillu (FRA)           | Bretagne–Séché Environnement | + 43' 59"   |
| 17 | Christopher Horner (USA)     | Lampre–Merida                | + 44' 31"   |
| 18 | Mikel Nieve Iturralde (ESP)  | Team Sky                     | + 46' 31"   |
| 19 | John Gadret (FRA)            | Movistar Team                | + 47' 30"   |
| 20 | Tanel Kangert (EST)          | Astana                       | + 52' 11"   |

### Pontverseny
|    | Versenyző                  | Csapat                  | Pont |
| -- | -------------------------- | ----------------------- | ---- |
| 1  | Peter Sagan (SVK)          | Cannondale              | 431  |
| 2  | Alexander Kristoff (USA)   | Katyusa Team            | 282  |
| 3  | Bryan Coquard (FRA)        | Team Europcar           | 271  |
| 4  | Marcel Kittel (GER)        | Team Giant–Shimano      | 222  |
| 5  | Mark Rehnsaw (AUS)         | Omega Pharma–Quick Step | 211  |
| 6  | Vincenzo Nibali (ITA)      | Astana                  | 182  |
| 7  | André Greipel (FRA)        | Lotto–Belisol           | 169  |
| 8  | Ramūnas Navardauskas (LTU) | Team Garmin–Sharp       | 157  |
| 9  | Greg Van Avarmaent (BEL)   | BMC Racing Team         | 153  |
| 10 | Samuel Dumoulin (FRA)      | AG2R La Mondiale        | 117  |

### Hegyi pontverseny
|    | Versenyző                    | Csapat            | Pont |
| -- | ---------------------------- | ----------------- | ---- |
| 1  | Rafal Majka (POL)            | Team Saxo–Tinkoff | 181  |
| 2  | Vincenzo Nibali (ITA)        | Astana            | 168  |
| 3  | Joaquim Rodríguez (ESP)      | Katyusa Team      | 112  |
| 4  | Thibaut Pinot (FRA)          | FDJ               | 89   |
| 5  | Jean-Christophe Péraud (FRA) | AG2R La Mondiale  | 85   |
| 6  | Alessandro De Marchi (ITA)   | Cannondale        | 78   |
| 7  | Thomas Voeckler (FRA)        | Team Europcar     | 61   |
| 8  | Giovanni Visconti (ITA)      | Movistar Team     | 54   |
| 9  | Alejandro Valverde (ESP)     | Movistar Team     | 48   |
| 10 | Tejay van Garderen (USA)     | BMC Racing Team   | 48   |

### Fiatalok versenye
|    | Versenyző                    | Csapat                     | Pont         |
| -- | ---------------------------- | -------------------------- | ------------ |
| 1  | Thibaut Pinot (FRA)          | FDJ                        | 90h 07' 21"  |
| 2  | Romain Bardet (FRA)          | AG2R La Mondiale           | + 3' 11"     |
| 3  | Michał Kwiatkowski (POL)     | Omega Pharma–Quick Step    | + 1h 13' 40" |
| 4  | Tom Dumoulin (NED)           | Team Giant–Shimano         | + 1h 39' 45" |
| 5  | Jon Izaguirre Insausti (ESP) | Movistar Team              | + 1h 52' 35" |
| 6  | Rafal Majka (POL)            | Team Saxo–Tinkoff          | + 2h 09' 38" |
| 7  | Rudy Molard (FRA)            | Cofidis, Solutions Credits | + 2h 26' 07" |
| 8  | Benjamin King (USA)          | Team Garmin–Sharp          | + 2h 33' 44" |
| 9  | Tom-Jelte Slagter (NED)      | Team Garmin–Sharp          | + 2h 41' 05" |
| 10 | Peter Sagan (SVK)            | Cannondale                 | + 2h 44' 37" |

### Csapatverseny
|    | Csapat              | Idő          |
| -- | ------------------- | ------------ |
| 1  | AG2R La Mondiale    | 270h 27' 02" |
| 2  | Belkin Pro Cycling  | + 34' 46"    |
| 3  | Movistar Team       | + 1h 06' 10" |
| 4  | BMC Racing Team     | + 1h 07' 51" |
| 5  | Team Europcar       | + 1h 34' 57" |
| 6  | Astana              | + 1h 36" 27" |
| 7  | Sky Procycling      | + 1h 40' 36" |
| 8  | Trek Factory Racing | + 2h 06' 00" |
| 9  | FDJ                 | + 2h 30' 37" |
| 10 | Lampre–Merida       | + 2h 32' 46" |

## Statisztika
Szakaszgyőzelmek országonként
| Ország        | Győzelmek száma | Győztesek (győzelmeik száma)                          |
| ------------- | --------------- | ----------------------------------------------------- |
| Németország   | 7               | Marcel Kittel (4), Tony Martin (2), André Greipel (1) |
| Olaszország   | 5               | Vincenzo Nibali (4), Matteo Trentin (1)               |
| Franciaország | 2               | Tony Gallopin (1), Blel Kadri (1)                     |
| Lengyelország | 2               | Rafal Majka (2)                                       |
| Norvégia      | 2               | Alexander Kristoff (2)                                |
| Ausztrália    | 1               | Michael Rogers                                        |
| Hollandia     | 1               | Lars Boom                                             |
| Litvánia      | 1               | Ramūnas Navardauskas                                  |

Szakaszgyőzelmek csapatonként
| Csapat                        | Győzelmek száma | Győztesek (győzelmeik száma)         |
| ----------------------------- | --------------- | ------------------------------------ |
| Astana Pro Team (AST)         | 4               | Vincenzo Nibali (4)                  |
| Giant–Shimano (ARG)           | 4               | Marcel Kittel (4)                    |
| Omega Pharma–Quick Step (OPQ) | 3               | Tony Martin (2), Matteo Trentin (1)  |
| Team Tinkoff–Saxo (TST)       | 3               | Rafal Majka (2), Michael Rogers (1)  |
| Katyusa (KAT)                 | 2               | Alexander Kristoff (2)               |
| Lotto–Belisol Team (LTB)      | 2               | Tony Gallopin (1), André Greipel (1) |
| AG2R La Mondiale (ALM)        | 1               | Blel Kadri                           |
| Belkin Procycling Team (BEL)  | 1               | Lars Boom                            |
| Garmin–Sharp (GRS)            | 1               | Ramūnas Navardauskas                 |

## Külső hivatkozások
- Hivatalos honlap
- Greg LeMond